# Fermionen-Kondensat
Ein Fermionen-Kondensat (auch Fermi-Kondensat) ist ein suprafluider Aggregatzustand eines Systems identischer Fermionen bei niedriger Temperatur. Im Fall geladener Fermionen (oder Bosonen) manifestiert sich die Suprafluidität als Supraleitung. Fermionen-Kondensate treten auf bei Elektronen in Supraleitern, Protonen und Neutronen in Atomkernen oder in Neutronensternen, einer Flüssigkeit aus Helium-3-Atomen sowie tiefgekühlten Atomen in Atomfallen.

## Erzeugung
In aller Regel beruht die Bildung eines Fermionen-Kondensats darauf, dass aufgrund einer Wechselwirkung je zwei Fermionzustände ein Paar und somit effektiv ein Boson bilden. Ein Fermionen-Kondensat ist dann interpretierbar als Bose-Einstein-Kondensat dieser Fermion-Paare. Tatsächlich ist eine Fermi-Flüssigkeit (der normale Tieftemperatur-Zustand von Fermionen) instabil gegenüber einer kleinen attraktiven Kraft zwischen den Fermionen, der stabile Zustand ist ein Fermionen-Kondensat. Eine suprafluide Phase tritt daher in ganz verschiedenen fermionischen Systemen auf.
Eine Möglichkeit ist, dass sich in einer Atomfalle Moleküle von zwei fermionischen Atomen bilden, die sich als Bosonen verhalten. Bose-Einstein-Kondensate von solchen Molekülen wurden erstmals 2003 nahezu zeitgleich von den Arbeitsgruppen um Rudolf Grimm an der Universität Innsbruck und Deborah Jin am amerikanischen National Institute of Standards and Technology hergestellt.
Im Gegensatz zur Bildung von Molekülen aus zwei Fermionen ist auch denkbar, dass die beiden Fermionen über größere Entfernungen wechselwirken, wie dies beispielsweise im analogen Fall der Elektronen (Cooper-Paare) in Supraleitern stattfindet. Erste Schritte in diese Richtung wurden 2004 mit einem ultrakalten Gas aus Kaliumatomen in der Arbeitsgruppe von Deborah Jin gemacht. Ein ähnlicher Effekt ist auch für die Suprafluidität des Helium-Isotops 3He verantwortlich.
Alle diese Phänomene sind nur bei extrem geringen Temperaturen möglich.